# Obélisque de Karolinenplatz
L'obélisque de Karolinenplatz est un monument historique de Munich, en Bavière, situé dans le quartier de Maxvorstadt. En raison de son emplacement à l'intersection de trois rues, il est visible de loin. Il a été construit comme un mémorial pour les soldats de Armée bavaroise tombés pendant la campagne de Russie de Napoléon.  

## Ouvrage
Le monument, projet de Leo von Klenze, se dresse au centre de la Karolinenplatz. Il a été érigé en 1833. Sur trois marches en marbre, l'obélisque se dresse sur un socle en bronze. La hauteur totale du monument est de 29 mètres. 

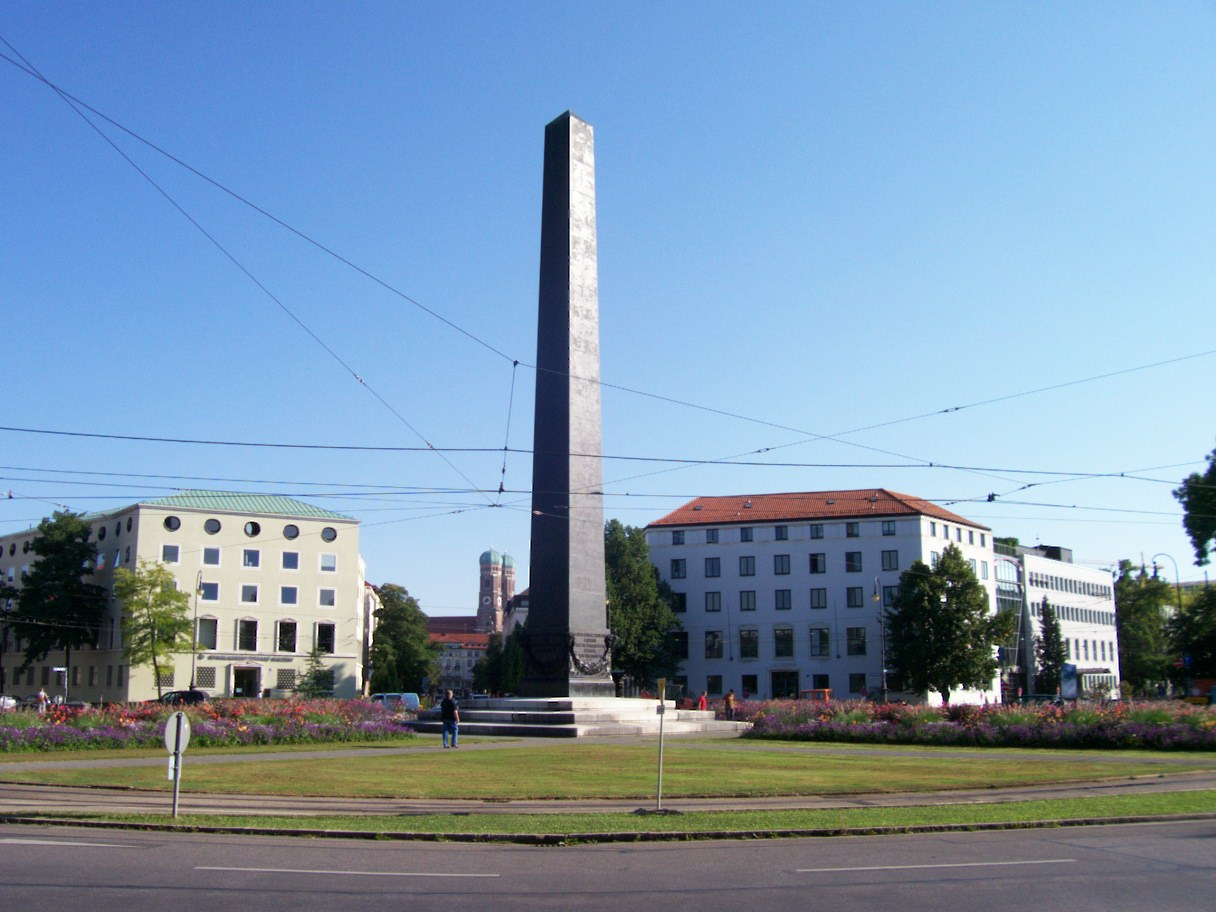
L'Obélisque sur la Karolinenplatz.
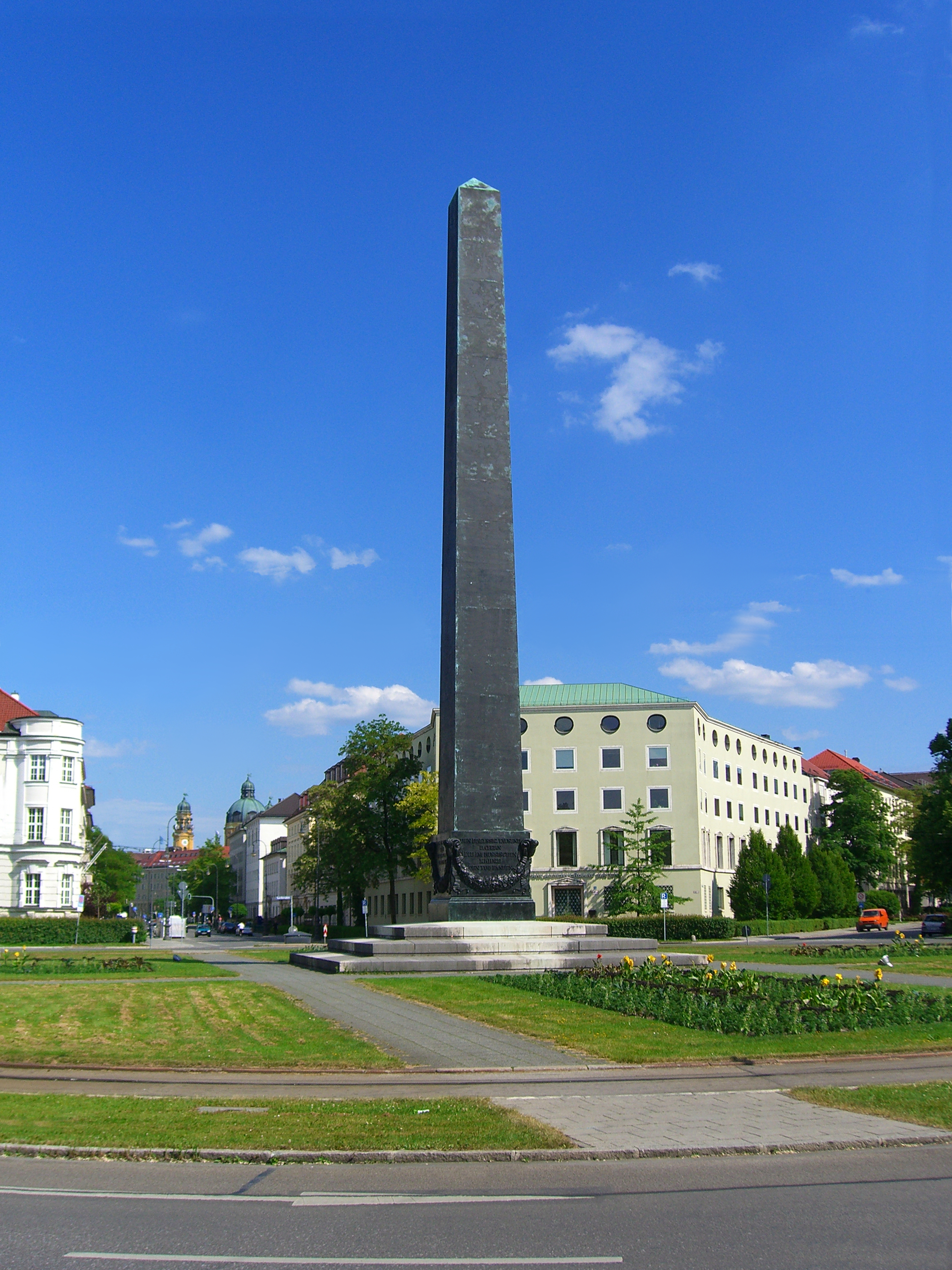
Autre vue.

## Inscriptions
Sur les quatre faces du socle en Bronze sont inscrites les phrases: "Trente mille Bavarois ont trouvé la Mort lors des Guerres de Russie", "Ils sont morts pour la Délivrance de la Patrie", "Construit par Louis Ier Roi de Bavière" et enfin "Terminé le XVIII Octobre MDCCCXXXIII".

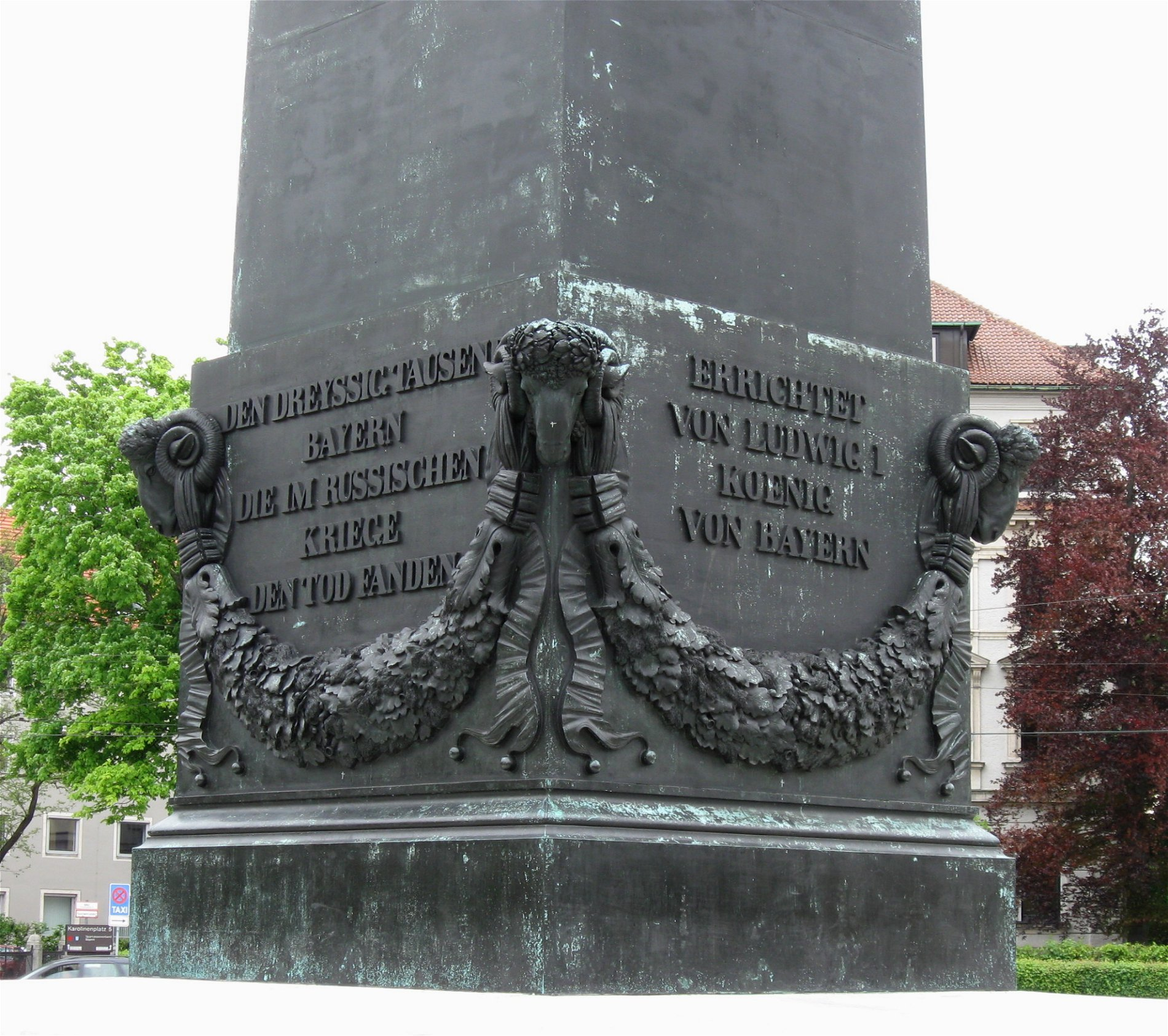
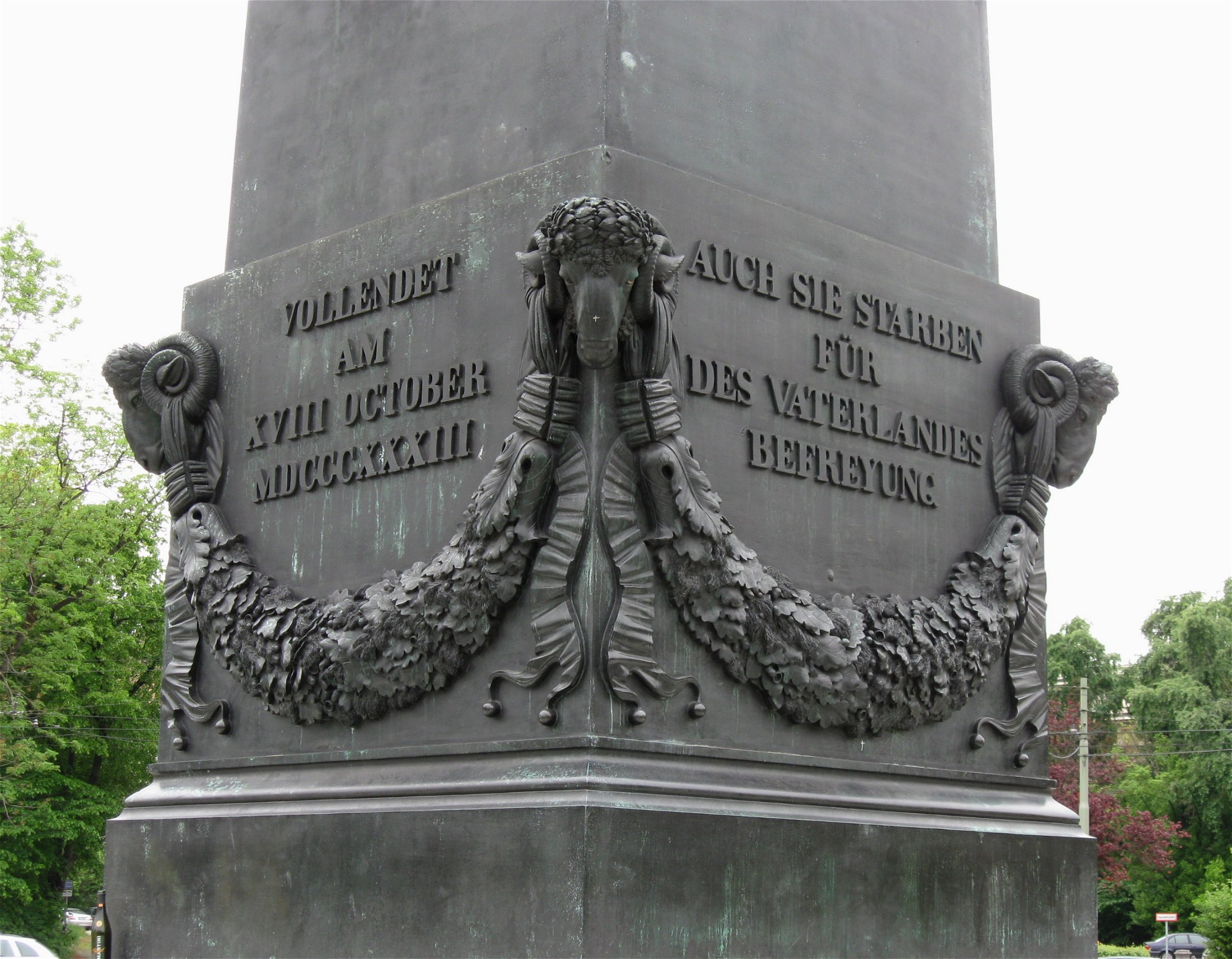

## Histoire
En tant que membre de la confédération du Rhin, la Bavière du roi Maximilien Ier a rejoint les troupes de Napoléon, lors de la campagne de Russie de 1812. Dirigée par les généraux Wrede et Deroy, ne sont rentrés en Bavière que 2 000 sur les 30 000 hommes engagés. Dès 1813, la Bavière se liguait contre la France et participait à la campagne d'Allemagne. 
Klenze avait déjà prévu d'ériger un monument de pierre, un Monolithe en forme d'obélisque, dès 1818. Il pensait l'installer sur la Odeonsplatz ; le transport s'est avéré impossible. Ce n'est qu'en 1833, sous Louis Ier, que son érection sur la Karolinenplatz a été réalisée. Le matériau utilisé pour le socle en bronze provient des canons des navires de guerre turcs qui, en 1827, lors du combat naval de Navarin, ont été coulés. Cela a été un événement décisif sur la voie de l'indépendance de la Grèce, dont le premier roi Othon, couronné en 1832, était le fils de Louis Ier.

## Littérature
- Moutchnik, Alexandre (2012): 1812 год в исторической памяти Мюнхена и Баварии. Обелиск на Каролинской площади в Мюнхене как место памяти. [1812 dans la Mémoire de Munich et la Bavière. L'Obélisque sur la Karolinenplatz à Munich en tant que lieu de mémoire]. International Conference "After the Storm. The Historical Memory upon 1812 en Russie et de l'Europe", Institut Historique Allemand de Moscou, 28.-30. De Mai 2012.
- Août Alckens: Les Monuments de la Ville de Munich, Callwey, Munich, 1936
- Hans Roth: Munich, Monuments, Panonia, Freilassing, 1981,  (ISBN 3-7897-0093-2)